# Masyaf
Masyaf (en árabe: مصياف) es una ciudad en Siria, destaca por su gran castillo medieval. 

## Historia del castillo
El castillo data de la época bizantina. Se encuentra en el exuberante valle del Orontes, alrededor de 60 kilómetros al oeste de Hama. Servía para proteger a las rutas comerciales. El castillo en sí está a unos 20 metros sobre la llanura circundante.
Los restos arqueológicos sugieren que las capas más bajas y los cimientos del castillo son de origen bizantino. Más tarde añadieron más niveles los nizaríes ismaelitas, los mamelucos y los otomanos. El castillo fue capturado por los ismaelitas de Sanqur en 1141 (que se celebró en nombre de los Banu Mundiqh de Shaizar) y más tarde fue refortificado por Rashid ad-Din Sinan. Masyaf fue rodeada por la ciudad y funcionó como la capital del emirato nizarí desde la mitad del siglo XII hasta finales del siglo XIII. Fue sitiada por Saladino en mayo de 1176, pero el asedio no duró mucho y concluyó con una tregua. La investigación actual indica que se celebró debido a una confrontación entre nizaríes y templarios.
Cuando los cruzados intentaban recuperar Jerusalén por medio de la Tercera Cruzada, se produjo un ataque al cuartel general de los Nizaríes o Asesinos sirios, Masyaf, por parte de la Orden del Temple. Rashid fue víctima de secuestro por orden de un jefe rival apodado Haras el Cruzado, pero fue rescatado y su secuestrador asesinado.
En 1260, el castillo fue entregado a los mongoles. Baibars se apoderó del castillo en febrero de 1270. Durante el siglo XIV nizaríes y alauitas se disputaron la supremacía en la región. En 1516 Masyaf pasó al dominio del Imperio Otomano. En 1830, una expedición encabezada por el otomano Ibrahim Bajá infligió algunos daños en el castillo.

### Restauración
La restauración, que fue financiada por el Aga Khan Trust for Culture y el Programa de Apoyo a Ciudades Históricas de la Aga Khan Development Network, comenzó en el año 2000.

## Descripción en videojuegos
Una descripción razonablemente exacta del castillo ha sido utilizada en los videojuegos Assassin's Creed y Assassin's Creed: Revelations, de Ubisoft, en los que la acción tiene lugar en el año 1191 y en el 1511, respectivamente. El castillo de Masyaf es utilizado como la sede principal de "los asesinos" (Hashshashin), una orden milenaria nizarí que lucha contra los templarios.